# Lac Siesta
Pour les articles homonymes, voir Siesta.
Le lac Siesta (en anglais : Siesta Lake) est un lac américain dans le comté de Tuolumne, en Californie. Il est situé à 2 423 mètres d'altitude au sein de la Yosemite Wilderness, dans le parc national de Yosemite.